# Yoav Segalovich
Yoav Segalovich (hébreu : יוֹאָב סֶגָלוֹבִיץ), né le 23 avril 1959 est un officier de police et homme politique israélien. Il est député à la Knesset pour Yesh Atid et ministre délégué à la Sécurité publique.

## Biographie
Segalovich grandit à Tel Aviv et sert dans la brigade des parachutistes pendant son service national dans les Forces de défense israéliennes. Il étudie ensuite le droit à l'université de Tel Aviv et se porte volontaire dans la Garde civile. Il rejoint la police et travaille comme procureur dans la région de Sharon, avant de devenir chef du département des enquêtes à Netanya.
Il est ensuite devenu formateur au Collège des officiers supérieurs de police, avant d'être nommé commandant de la police de la région d'Eilat en septembre 2002. Dix-huit mois plus tard, il part pour créer l'unité nationale de lutte contre la criminalité économique au siège de la police nationale. En 2008, il est devenu le premier chef de l'unité Lahav 433, qui se concentre sur la criminalité nationale et la corruption. L'année suivante, il devient commandant de la Division des enquêtes et du renseignement, poste qu'il occupe jusqu'à sa retraite en 2013.
En 2016, il rejoint le parti Yesh Atid. Lorsque le parti fusionne au sein de l'alliance Bleu et blanc, il est placé vingt-huitième sur la liste de l'alliance pour les élections à la Knesset d'avril 2019, et a été élu puisque l'alliance remporte 35 sièges. Il a été réélu en septembre 2019 et mars 2020. 
Lors des élections de 2020, Segalovich s'oppose à l'adhésion de Bleu et blanc au sein du cinquième gouvernement Netanyahou. Cela a conduit à une scission de l'alliance, puisque Yesh Atid et Telem se séparent de Benny Gantz pour former une coalition dans l'opposition.
Il est réélu lors des élections de mars 2021, étant placé onzième sur la liste de Yesh Atid. Le 13 juin 2021, il est nommé ministre délégué à la Sécurité publique dans le gouvernement Bennett.